# 11437 Cardalda
11437 Cardalda (tên chỉ định: 1971 SB) là một tiểu hành tinh nằm ở rìa trong của vành đai chính. Nó được phát hiện bởi James B. Gibson và Carlos Ulrrico Cesco ở Leoncito Astronomical Complex, Argentina ngày 16 tháng 9 năm 1971. Nó được đặt theo tên Carlos Cardalda, nhà thiên văn học nghiệp dư Argentina.